# Monongahelafloden

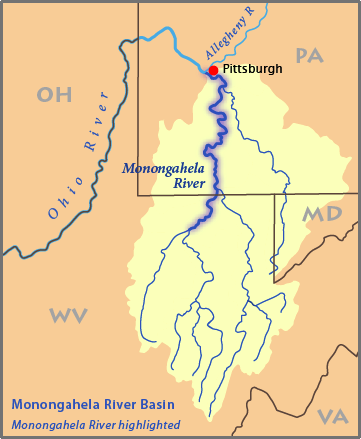
Monongahelafloden och dess avrinningsområde (gult) i delstaterna West Virginia, Maryland och Pennsylvania.

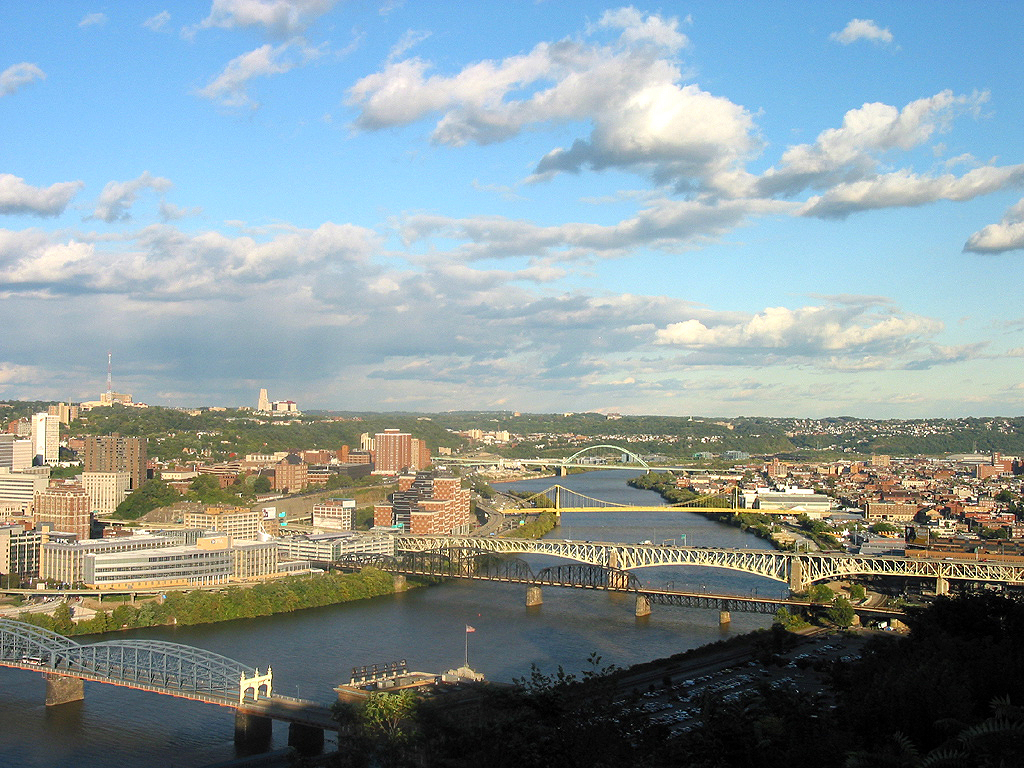
Monongahelafloden uppströms i Pittsburgh.

Monongahelafloden (engelska: Monongahela River) är en biflod till Ohiofloden och ligger i nordöstra USA.
Vid Pittsburgh flyter floden samman med Alleghenyfloden och bildar Ohiofloden.
Floden är cirka 210 kilometer lång och rinner genom delstaterna West Virginia och Pennsylvania. Bland olika orter som den rinner genom kan exempelvis nämnas Fairmont och Morgantown i West Virginia.
Vid denna flod stod 1755 nära nuvarande Pittsburgh slaget vid Monongahela, ett viktigt slag under fransk-indianska kriget.